# 米蘭達 (加利福尼亞州)
米蘭達（英語：Miranda）是位於美國加利福尼亞州洪堡縣的一個人口普查指定地區。

## 地理
米蘭達的座標為40°14′05″N 123°49′25″W / 40.23472°N 123.82361°W，而該地最高點為海拔高度107米（即351英尺）。

## 人口
根據2010年美國人口普查的數據，米蘭達的面積為3.884平方千米，當中陸地面積為3.863平方千米，而水域面積為0.021平方千米。當地共有人口520人，而人口密度為每平方千米133人。